# Stadsweide
De Stadsweide (ook: Groote Stadsweide) is een natuurgebied ten noorden van Roermond en ten westen van Leeuwen in de Nederlandse provincie Limburg.
Het gebied, dat beheerd wordt door Staatsbosbeheer, is een oude stroombedding van de Maas die plaatselijk bekend staat als Oude Roer. Er liggen twee plassen: Sneppe en Stille. De oude  populieren die er ooit geplant zijn worden als ze afsterven niet vervangen door nieuwe exemplaren.
De verlande rivierloop zal na 2016 worden ingericht als meestromende nevengeul van de Maas. 
Het gebied is vrij toegankelijk.

## Bron
- Stadsweide